# جورج فايتس
جورج فايتس (الألمانية: Georg Waitz؛ 9 أكتوبر 1813 – 24 مايو 1886) كان مؤرخًا وسياسيًا ألمانيًا بارزًا في القرن التاسع عشر، يُعد من أبرز المتخصصين في التاريخ الألماني الوسيط. غالبًا ما يُشار إليه باعتباره التلميذ الأبرز للمؤرخ ليوبولد فون رانكه، لكنه كان أقرب فكريًا إلى غيورغ هاينريش بيرتس وفريدريش كريستوف دالمان.

## السيرة المبكرة والتعليم
وُلد فايتس في فلنسبورغ عام 1813، وتلقى تعليمه المبكر في مدارس المدينة قبل أن يلتحق بجامعة كيل حيث درس التاريخ والحقوق. تأثر بأساتذته في كيل وغوتينغن، وانضم لاحقًا إلى المدرسة التاريخية الألمانية التي وضع أسسها ليوبولد فون رانكه.

## المسيرة الأكاديمية
- في عام 1838 بدأ التدريس في جامعة كيل، حيث تولّى منصب أستاذ للتاريخ.
- شارك في تحرير مجموعة المصادر التاريخية الألمانية (Monumenta Germaniae Historica)، وكان له دور بارز في جمع ونقد الوثائق المتعلقة بالعصور الوسطى.
- انتُخب عام 1875 رئيسًا للأكاديمية الملكية للعلوم في برلين، وظل في هذا المنصب حتى وفاته.

## النشاط السياسي
- خلال ثورات 1848 انخرط فايتس في العمل السياسي، وكان عضوًا في البرلمان الألماني في فرانكفورت.
- دافع عن الوحدة الألمانية في إطار ملكية دستورية، لكنه انسحب من الحياة السياسية بعد فشل الثورة.

## المؤلفات
ألّف فايتس عدة دراسات تاريخية مهمة، أبرزها:
- Deutsche Verfassungsgeschichte (تاريخ الدستور الألماني).
- أبحاث نقدية في الوثائق الكنسية والدستورية في العصور الوسطى.
- مساهمات عديدة في مشروع Monumenta Germaniae Historica.

## الجدول الزمني
| السنة | الحدث                                       |
| ----- | ------------------------------------------- |
| 1813  | وُلد في فلنسبورغ                             |
| 1838  | بدأ التدريس في جامعة كيل                    |
| 1848  | أصبح عضوًا في البرلمان الألماني في فرانكفورت |
| 1875  | رئيس الأكاديمية الملكية للعلوم في برلين     |
| 1886  | توفي في برلين                               |

## الإرث
يُعتبر فايتس أحد أبرز مؤرخي ألمانيا في القرن التاسع عشر، إذ ساهم في إرساء قواعد البحث التاريخي النقدي للعصور الوسطى الألمانية. كما أن عمله في مشروع Monumenta Germaniae Historica ظل مرجعًا أساسيًا للباحثين في التاريخ الأوروبي الوسيط.